# فابريسيو لينسي
فابريسيو لينسي (بالإسبانية: Fabricio Lenci)‏ (24 فبراير 1984 بسان نيكولاس دي لوس آرويوس في الأرجنتين - ) هو لاعب كرة قدم أرجنتيني في مركز الهجوم. لعب مع أتليتيكو توكومان ونادي أنكونا ونادي خورخي ويلسترمان وسان مارتين دي توكومان ‏ وCrucero del Norte ‏ وديبورتيفو مورون ‏ وسنترال قرطبة دي روساريو ‏ وClub Atlético Douglas Haig ‏ ونادي أتليتيكو سان تيلمو وCampobasso FC ‏ ويوفنتود يونيدا دي جيوليجياشو ‏ وسبورت أنكاش.

## روابط خارجية
- فابريسيو لينسي على موقع قاعدة بيانات كرة القدم.إي يو (الإنجليزية)
- فابريسيو لينسي على موقع Soccerway.com (الإنجليزية)